# イスマエル・サイバリ
イスマエル・サイバリ・ベン・エル・バスラ（Ismael Saibari Ben El Basra、2001年7月18日 - ）は、スペイン・カタルーニャ州タラサ出身のモロッコ人サッカー選手。PSVアイントホーフェン所属。ポジションはミッドフィールダー。

## クラブ経歴
スペインのタラサに生まれ、6歳の頃に家族揃ってベルギーへと移住した。2013年にRSCアンデルレヒトの下部組織に入団し、U-13世代ではヤリ・フェルスハーレンらと共にリーグ優勝を経験したが、2017年に規律違反によってチームから退団させられた。
その後、KRCヘンクのリザーブチームで2シーズンを過ごし、2020年7月29日、3年契約でPSVアイントホーフェンに移籍したが、Bチームに登録されることが決定した。同年8月29日、エールステ・ディヴィジのSBVエクセルシオール戦でプロデビューを果たすと、プロ選手としての2試合目であるヨングAZとの対戦ではハットトリックを記録した。その試合から約3ヶ月後の11月1日、初めてトップチームに招集され、エールディヴィジのADOデン・ハーグ戦にて、88分にマリオ・ゲッツェとの途中交代でトップチームデビューを果たした。

## 代表経歴
2017年から両親の祖国であるモロッコの世代別代表に招集されている。